# Минимальная связь
В аналитической механике и квантовой теории поля минимальная связь относится к взаимодействию между полями, которая включает в себя только распределение заряда, а не высшие мультипольные моменты распределения заряда. Эта минимальная связь отличается, например, от взаимодействия Паули, которая включает магнитный момент электрона непосредственно в лагранжиан.

## Электродинамика
В электродинамике минимальной связи достаточно для учёта всех электромагнитных взаимодействий. Более высокие моменты частиц являются следствием минимальной связи и ненулевого спина.

### Нерелятивистская заряженная частица в электромагнитном поле
В декартовых координатах лагранжиан нерелятивистской классической частицы в электромагнитном поле имеет вид (в единицах СИ):
{\displaystyle {\mathcal {L}}=\sum _{i}{\tfrac {1}{2}}m{\dot {x}}_{i}^{2}+\sum _{i}q{\dot {x}}_{i}A_{i}-q\varphi }
где q — электрический заряд частицы, φ — электрический скалярный потенциал, а Ai — компоненты магнитного векторного потенциала, которые могут явно зависеть от {\displaystyle x_{i}} и {\displaystyle t}.
Этот лагранжиан в сочетании с уравнением Эйлера-Лагранжа приводит к выраению для силы Лоренца
{\displaystyle m{\ddot {\mathbf {x} }}=q\mathbf {E} +q{\dot {\mathbf {x} }}\times \mathbf {B} \,,}
и называется минимальной связью.
Значения скалярного и векторного потенциалов будут меняться при калибровочных преобразованиях, и сам лагранжиан также будет включать дополнительные члены. Дополнительные члены в лагранжиане сворачиваются в полную производную по времени от скалярной функции и, следовательно, по-прежнему дают то же уравнение Эйлера — Лагранжа.
Канонические импульсы имеют вид
{\displaystyle p_{i}={\frac {\partial {\mathcal {L}}}{\partial {\dot {x}}_{i}}}=m{\dot {x}}_{i}+qA_{i}}
Здесь канонические импульсы не являются калибровочно-инвариантными и не поддаются физическому измерению. Однако импульсы
{\displaystyle P_{i}\equiv m{\dot {x}}_{i}=p_{i}-qA_{i}}
являются калибровочно-инвариантными и физически измеримыми величинами.
Таким образом, гамильтониан после преобразований Лежандра лагранжиана имеет вид
{\displaystyle {\mathcal {H}}=\left\{\sum _{i}{\dot {x}}_{i}p_{i}\right\}-{\mathcal {L}}=\sum _{i}{\frac {\left(p_{i}-qA_{i}\right)^{2}}{2m}}+q\varphi }
принимая вид уравнение часто используемый в квантовой механике.
При калибровочном преобразовании
{\displaystyle \mathbf {A} \rightarrow \mathbf {A} +\nabla f\,,\quad \varphi \rightarrow \varphi -{\dot {f}}\,,}
где f (r, t) — любая скалярная функция координат и времени, вышеупомянутый лагранжиан, канонические импульсы и преобразование Гамильтона, например
{\displaystyle L\rightarrow L'=L+q{\frac {df}{dt}}\,,\quad \mathbf {p} \rightarrow \mathbf {p'} =\mathbf {p} +q\nabla f\,,\quad H\rightarrow H'=H-q{\frac {\partial f}{\partial t}}\,,}
которое по-прежнему приводит к тому же уравнению Гамильтона
{\displaystyle {\begin{aligned}\left.{\frac {\partial H'}{\partial {x_{i}}}}\right|_{p'_{i}}&=\left.{\frac {\partial }{\partial {x_{i}}}}\right|_{p'_{i}}({\dot {x}}_{i}p'_{i}-L')=-\left.{\frac {\partial L'}{\partial {x_{i}}}}\right|_{p'_{i}}\\&=-\left.{\frac {\partial L}{\partial {x_{i}}}}\right|_{p'_{i}}-q\left.{\frac {\partial }{\partial {x_{i}}}}\right|_{p'_{i}}{\frac {df}{dt}}\\&=-{\frac {d}{dt}}\left(\left.{\frac {\partial L}{\partial {{\dot {x}}_{i}}}}\right|_{p'_{i}}+q\left.{\frac {\partial f}{\partial {x_{i}}}}\right|_{p'_{i}}\right)\\&=-{\dot {p}}'_{i}\end{aligned}}}
В квантовой механике волновая функция также претерпевает локальное групповое преобразование U(1) во время калибровочного преобразования, из чего следует, что все физические результаты должны быть инвариантны относительно локальных преобразований группы U(1).

### Релятивистская заряженная частица в электромагнитном поле
Релятивистский лагранжиан для частицы с массой покоя m и электрическим зарядом q определяется выражением:
{\displaystyle {\mathcal {L}}(t)=-mc^{2}{\sqrt {1-{\frac {{{\dot {\mathbf {x} }}(t)}^{2}}{c^{2}}}}}+q{\dot {\mathbf {x} }}(t)\cdot \mathbf {A} \left(\mathbf {x} (t),t\right)-q\varphi \left(\mathbf {x} (t),t\right)}
Таким образом, канонический импульс частицы равен
{\displaystyle \mathbf {p} (t)={\frac {\partial {\mathcal {L}}}{\partial {\dot {\mathbf {x} }}}}={\frac {m{\dot {\mathbf {x} }}}{\sqrt {1-{\frac {{\dot {\mathbf {x} }}^{2}}{c^{2}}}}}}+q\mathbf {A} }
то есть сумма кинетического импульса и потенциального импульса.
Выражая скорость, получается
{\displaystyle {\dot {\mathbf {x} }}(t)={\frac {\mathbf {p} -q\mathbf {A} }{\sqrt {m^{2}+{\frac {1}{c^{2}}}{\left(\mathbf {p} -q\mathbf {A} \right)}^{2}}}}}
приводя гамильтониан к виду
{\displaystyle {\mathcal {H}}(t)={\dot {\mathbf {x} }}\cdot \mathbf {p} -{\mathcal {L}}=c{\sqrt {m^{2}c^{2}+{\left(\mathbf {p} -q\mathbf {A} \right)}^{2}}}+q\varphi }
В результате получается уравнение для силы (эквивалентное уравнению Эйлера — Лагранжа)
{\displaystyle {\dot {\mathbf {p} }}=-{\frac {\partial {\mathcal {H}}}{\partial \mathbf {x} }}=q{\dot {\mathbf {x} }}\cdot ({\boldsymbol {\nabla }}\mathbf {A} )-q{\boldsymbol {\nabla }}\varphi =q{\boldsymbol {\nabla }}({\dot {\mathbf {x} }}\cdot \mathbf {A} )-q{\boldsymbol {\nabla }}\varphi }
из чего можно вывести, используется тождество векторного исчисления
{\displaystyle {\begin{aligned}{\frac {\mathrm {d} }{\mathrm {d} t}}\left({\frac {m{\dot {\mathbf {x} }}}{\sqrt {1-{\frac {{\dot {\mathbf {x} }}^{2}}{c^{2}}}}}}\right)&={\frac {\mathrm {d} }{\mathrm {d} t}}(\mathbf {p} -q\mathbf {A} )={\dot {\mathbf {p} }}-q{\frac {\partial A}{\partial t}}-q({\dot {\mathbf {x} }}\cdot \nabla )\mathbf {A} \\&=q{\boldsymbol {\nabla }}({\dot {\mathbf {x} }}\cdot \mathbf {A} )-q{\boldsymbol {\nabla }}\varphi -q{\frac {\partial A}{\partial t}}-q({\dot {\mathbf {x} }}\cdot \nabla )\mathbf {A} \\&=q\mathbf {E} +q{\dot {\mathbf {x} }}\times \mathbf {B} \end{aligned}}}
Эквивалентное выражение для гамильтониана как функции релятивистского (кинетического) импульса P = γmẋ(t) = p - qA, равно
{\displaystyle {\mathcal {H}}(t)={\dot {\mathbf {x} }}(t)\cdot \mathbf {P} (t)+{\frac {mc^{2}}{\gamma }}+q\varphi (\mathbf {x} (t),t)=\gamma mc^{2}+q\varphi (\mathbf {x} (t),t)=E+V}
Зжесь кинетический импульс P можно измерить экспериментально, тогда как канонический импульс p — нет. Полную энергию можно рассматривать как сумму релятивистской энергии (кинетической + энергию покоя) E = γmc2 плюс потенциальную энергию V = eφ.

## Инфляция
В исследованиях космологической инфляции минимальная связь скалярного поля обычно относится к минимальному взаимодействию с гравитацией. Это означает, что действие для поля инфлатона {\displaystyle \varphi } не связана со скалярной кривизной. Его единственная связь с гравитацией — это связь с инвариантной мерой Лоренца {\displaystyle {\sqrt {g}}\,d^{4}x} построенный в метрике (в планковских единицах):
{\displaystyle S=\int d^{4}x\,{\sqrt {g}}\,\left(-{\frac {1}{2}}R+{\frac {1}{2}}\nabla _{\mu }\varphi \nabla ^{\mu }\varphi -V(\varphi )\right)}
где {\displaystyle g:=\det g_{\mu \nu }} и используется калибровочная ковариантная производная.